# Domenico Scarlatti
Giuseppe Domenico Scarlatti (Napels, 26 oktober 1685 - Madrid, 23 juli 1757) was een Italiaanse componist, klavecinist en organist. Hij is bekend geworden door zijn sonates voor klavier, die door hun stijl en technische eisen een belangrijke invloed hebben gehad op de Spaanse en Engelse klaviermuziek - en indirect op de Duitse, Franse en Italiaanse klaviermuziek.

## Levensloop

### Jeugd, 1685–1702
Scarlatti werd geboren als zesde van tien kinderen van componist en kapelmeester Alessandro Scarlatti (1659 - 1725) en Antonia Anzalone. Over de eerste vijftien jaar van Scarlatti's leven is niets bekend. Zijn naam komt niet voor in archieven van muziekscholen of conservatoria. Op 13 september 1701 werd hij benoemd tot componist en organist van de koninklijke kapel in Napels.

### Florence, Napels of Rome, 1702–1707
Over de jaren 1702-1707 lopen de bronnen uiteen. Eén  weet te melden dat vader en zoon in 1703 van Napels naar Rome trokken en dat daar onder toeziend oog van de componisten Francesco Gasparini en Bernardo Pasquini de basis zou zijn gelegd voor Domenico's muzikale ontwikkeling. In dat geval zou hij ruim zeventien jaar in Rome hebben gewoond voordat hij in 1720 deze stad verliet.
Een andere bron zegt dat Alessandro en Domenico in 1702 vier maanden met verlof in Florence verbleven in een poging om hem aan een betrekking bij prins Ferdinando de' Medici te helpen. In die stad zou hij Bartolomeo Cristofori (1655-1732) hebben ontmoet, de instrumentenbouwer die juist was begonnen te experimenteren met de hameraanslag (in plaats van het tokkelmechanisme) in het klavecimbel, wat zou leiden tot de pianoforte, de voorloper van de moderne vleugelpiano. Zij zouden Florence echter onverrichter zake hebben verlaten, Alessandro zou in Rome kwartier hebben gemaakt terwijl Domenico naar Napels terugkeerde. Daar zou hij van 1703 tot eind 1704 zijn vaders werkzaamheden hebben waargenomen in het door deze bestierde San Bartolomeo theater. Ook zou hij in 1703 met twee opera's zijn gedebuteerd als componist: L'Ottavia ristituita al trono en Il Giustino, die zich in dat geval vrij onopvallend zullen hebben gevoegd in Alessandro's lange reeks van 115 stuks. Mocht vader tevens de hoop hebben gekoesterd dat zijn zoon hem in Napels ook als kapelmeester zou kunnen opvolgen, dan werd die niet bewaarheid. In plaats daarvan zou Domenico in 1705 zijn functie hebben neergelegd en zich bij vader in Rome hebben gemeld. Deze zou hem echter al in mei en in gezelschap van de twaalf jaar oudere, beroemde castraatzanger Nicolo Grimaldi naar Venetië hebben gestuurd om daar zijn geluk te beproeven. Over zijn verblijf daar is niets bekend: gesuggereerd wordt dat hij er voor het eerst de even oude Duitse componist Georg Friedrich Händel ontmoette, die juist aan zijn vierjarig verblijf in Italië begonnen was, alsook vaders illustere collega's Antonio Vivaldi en voornoemde Gasparini.

### Assistent-kapelmeester te Rome en solist op klavecimbel, 1707–1709
In 1707 of 1708 meldde Scarlatti zich in Rome opnieuw bij zijn vader, waar hij diens assistent-kapelmeester werd in de Santa Maria Maggiore. In zijn gehele werkzame Italiaanse periode, van 1701 tot 1720, heeft hij zowel voor kerkelijke als wereldlijke werkgevers regelmatig vocale en orkestwerken geproduceerd. Onderscheidde hij zich daarin blijkbaar niet noemenswaard (die werken worden vrijwel nooit uitgevoerd en zijn ook nauwelijks vastgelegd op geluidsdragers), wél stemmen alle bronnen met elkaar overeen dat Domenico snel grote faam verwierf met zijn solo-klavecimbelspel.

### Duel met Händel, 1708
Het ging in de salons van die tijd in de eerste plaats om pleziermaken, waarbij improvisatie hoge ogen gooide en dat gold ook voor musici. Scarlatti bezocht regelmatig wekelijkse bijeenkomsten die Accademia Poetico-Musicale (meervoud Accademiae Poetico-Musicali) genoemd werden, georganiseerd ten huize van de muziekliefhebber en gezelschapsman kardinaal Pietro Ottoboni. Daar ontmoetten de beste Romeinse dichters en musici elkaar. Daar ontmoette de 22-jarige Domenico in 1708 Händel, met wie hij - op instigatie van Ottoboni - een improvisatieduel op klavecimbel en orgel hield.

### Hofcomponist van de Poolse koningin, 1709–1714
Vanaf 1709 was Scarlatti vijf jaar als maestro (hofcomponist) in dienst van de in zelfgekozen ballingschap levende Poolse koningin Maria Casimira d'Anguin (1641-1716). Toen zij in 1714 haar heil in Frankrijk zocht, had hij voor haar ten minste een cantate, een oratorium en zeven opera's geschreven (die thans nooit meer opgevoerd worden).

### Assistent-kapelmeester te Rome, 1714–1719
In datzelfde jaar maakte hij kennis met Markies de Fontes, de Portugese ambassadeur bij het Vaticaan, een ontmoeting die van beslissende invloed zou blijken op Scarlatti's latere leven. Terwijl hij in november 1713 al benoemd was tot assistent-kapelmeester van Tommaso Baj in de Cappella Giulia van de Sint-Pieter, benoemde De Fontes hem rechtstreeks tot kapelmeester voor zijn eigen ambassade. Toen Scarlatti Baj na diens dood in december 1714 opvolgde – hij zou daar tot 1719 kapelmeester blijven – had hij dus plots een dubbele baan.
Over zijn laatste vijf arbeidzame jaren in Italië niets bekend, behalve dat hij op 28 januari 1717 een bewijs van wettelijke onafhankelijkheid van zijn vader verwierf.

### Verblijf te Palermo of Londen?,[2]1720
Een bron meldt dat in Palermo (Sicilië) op 16 april 1720 ene Domenicus Scarlatti is ingeschreven bij de Unione di Santa Cecilia (wat dit ook moge zijn of zijn geweest), die daar ten minste tot december 1722 zou zijn gebleven. Vervolgens zou hij in 1723 zijn opgedoken in Lissabon waar hij kapelmeester werd, doch in 1724 alweer zijn teruggekeerd naar Rome. Hij zou Italië pas voorgoed verlaten hebben na zijn vaders dood in oktober 1725, al zou hij in 1728 nog één keer teruggekomen zijn om te trouwen.
Volgens een andere bron was Scarlatti nooit in Palermo. In plaats daarvan zou hij Händel gaan opzoeken in Londen, waar deze intussen hofcomponist was geworden. Uit niets blijkt echter dat de beide, inmiddels 35-jarige, musici elkaar inderdaad in Londen hebben teruggezien. Domenico's weerzien met Thomas Roseingrave, die hij twaalf jaar eerder in Rome ook ten huize van kardinaal Ottoboni had ontmoet en die zich intussen tot enthousiaste bewonderaar en pleitbezorger van zijn werk in Engeland had ontpopt, ligt meer voor de hand. Roseingrave zou ook degene zijn die jaren later de eerste (en tijdens Scarlatti's leven enige) uitgave publiceerde van een bundel van dertig van zijn sonates: ‘'Essercizi per gravicembalo'‘ (Londen, 1738-9). Wel werd in The King's Theatre Scarlatti's opera ‘'Narciso'‘ opgevoerd.

### Hofcomponist te Lissabon, 1720–1728
Welke versie ook de juiste is, in Lissabon kwam Scarlatti zeker terecht. Wie hem namelijk niet uit het oog verloor, was Markies de Fontes. Deze zou Scarlatti ertoe hebben weten over te halen om al in hetzelfde jaar 1720 van Londen naar Lissabon te reizen waar hij, mogelijk als resultaat van de opvoering van zijn opera ‘'Contesa delle stagioni'‘ in de koninklijke kapel, vrijwel direct een aanstelling kreeg als hofcomponist van de Portugese koning João V (1689-1750). Belangrijker was echter dat hij ook privéleraar werd van João's kinderen, met name van diens toen negenjarige dochter Maria Barbara (de Bragança) (1711-1758), die talent voor het klavecimbelspel aan de dag had gelegd. Acht jaar lang, tot 1728, verbleef Scarlatti aan het Portugese hof, waar hij religieuze en wereldlijke muziek schreef, doch waarvan het grootste deel bij de zware aardbeving van 1755 verloren zou zijn gegaan. Niettemin zou zijn besluit om deze aanstelling te accepteren beslissend blijken voor de ontplooiing van zijn muzikale genie: voor Maria Barbara zou hij het merendeel van de sonates schrijven die hem zijn plaats in de geschiedenis van de klaviermuziek bezorgden. Het merendeel van de sonates is dus waarschijnlijk tussen 1720 en 1757 ontstaan.
In Lissabon raakte Scarlatti bevriend met José António Carlos de Seixas, de organist van de koninklijke kapel, die ook klaviermuziek schreef. Ondanks hun vriendschap hebben de twee componisten elkaar nauwelijks beïnvloed; hun muziek is totaal verschillend van karakter.
De vorsers komen weer enigszins op één lijn op het punt waar Scarlatti de laatste malen voet op Italiaanse bodem heeft gezet, zij het dat de ene bron rept van een lang en een kort bezoek, en de tweede van drie korte bezoeken. Zoals we zagen zou hij volgens de eerste versie van 1724 tot de dood van zijn vader op 24 oktober 1725 in Rome zijn geweest, zijn teruggekeerd naar Lissabon en in 1728 nogmaals zijn teruggekeerd om even te trouwen. Omdat een verlof van meer dan een jaar voor de eenvoudige hofcomponist en privéleraar van een Portugese kroonprinses wel bijzonder lang lijkt, ligt versie twee meer voor de hand. Alsdan (hierover zijn alle bronnen het eens), zou het nageslacht aan Domenico's eerste bezoek in 1724 diens eerste ontmoeting danken met de castraatzanger Carlo Broschi (1705-1782), beter bekend als Farinelli, die toen nog niet bevroedde dat hij tientallen jaren later Scarlatti's klavier-nalatenschap voor teloorgang zou behoeden. In november 1725 bezocht Scarlatti Napels – of Rome, hierover bestaat onzekerheid – in verband met de dood van zijn vader voor een tweede maal. Ten slotte keerde hij in 1728 voor de derde en laatste keer terug naar Rome. Hij ontmoette er Maria Caterina Gentili, van wie slechts vermeld wordt dat zij toen 16 jaar oud was, en trouwde met haar alvorens naar Portugal terug te keren. Zij kregen vijf kinderen.

### Aan het Spaanse hof, 1729–1757

#### Maria Barbara en Ferdinand
Kort na Scarlatti's terugkeer, op 20 januari 1729, werd zijn 18-jarige leerlinge Maria Barbara uitgehuwelijkt aan de Spaanse kroonprins Ferdinand VI van Spanje (1713-1759). Zij verzocht Scarlatti haar te vergezellen naar het Spaanse hof in Sevilla. Hij accepteerde en verbleef daar met zijn gezin tot 1733 alvorens in haar gevolg naar Madrid te verhuizen, waar hij de rest van zijn leven doorbracht. Hoelang hij daar in de Calle Leganitos gewoond heeft, die nog steeds bestaat, is niet duidelijk. Er hangt een gedenkplaat aan het betreffende huis.
In de beslotenheid van het Spaanse hof, dat overigens danig door het land toerde langs alle paleizen die men bezat – wat Scarlatti de kans bood om in vele streken volksmuziek te beluisteren en die hij in menige sonate zou verwerken –, was sprake van drama's en daarmee samenhangende intriges. Ferdinands vader, koning Filips V van Spanje (1683-1746) was na de dood van zijn eerste vrouw Maria Louisa van Savoye (1688-1714), direct hertrouwd met Elisabetta Farnese (1692-1766), telg uit een roemrijk Italiaans geslacht. Zij was een kordate vrouw, die haar steeds vaker aan depressies lijdende man al snel op alle terreinen overvleugelde. Niet alleen hield zij Ferdinand volkomen onkundig van staatszaken, zelfs belette zij hem en Barbara, aan wie zij de pest schijnt te hebben gehad, om zich buiten het hof te begeven tenzij op ceremoniële feestdagen, en voor het overige maakte zij er evenmin een geheim van dat zij haar eigen oudste zoon Carlos (1716-1788) veel geschikter vond als troonopvolger.
Ferdinand en Barbara, die kinderloos zouden blijven, leefden dus letterlijk in een gouden kooi en in die kooi trad Scarlatti jaar in jaar uit aan met steeds weer nieuwe sonates voor zijn patrones, tot wie hij onbeperkt toegang zal hebben gehad omdat hij immers in het huwelijk was 'meegenomen'. Blijkbaar zag koningin Farnese geen gevaar in deze in en uit wippende muzikant.
Hoe ook: Farnese kon niet voorkomen dat zij moest terugtreden als koningin toen Ferdinand na zijn vaders dood in 1746 de troon besteeg en de nu ook astmatisch geworden Maria Barbara – "ons leven is een sterven" schreef de auteur Gerard Reve terecht aan zijn uitgever Geert van Oorschot – automatisch koningin van Spanje werd. Een aanwijzing hiervoor is dat zij, die zowel haar man als het nieuwe koninklijke echtpaar ruimschoots overleefde, na Barbara's dood in 1758 en die van de hierdoor totaal ontredderd geraakte Ferdinand in 1759, dankzij de troonsbestijging van haar Carlos bekleed met nieuw aanzien als koningin-moeder, direct de bezem door het hof gehaald heeft en daar nog enkele jaren de broek aan had voordat zijzelf in 1766 de geest gaf, 74 jaar oud.

#### Komst van Farinelli
Zover was het nog lang niet toen Farinelli in 1737 in Madrid zijn opwachting maakte. De inmiddels in heel Europa beroemde en al aardig gefortuneerde castraat had zojuist drie jaar in Londen doorgebracht, waar hij populair was geworden. Dat niet alleen: hij had er ook veel verdiend en stem en steun verleend aan het opzetten van een met dat van Händel concurrerend operatheater, een klap die bij Domenico's ‘levenslange vriend' hard moet zijn aangekomen en die hem ertoe zou hebben aangezet zich meer op het schrijven van oratoria te concentreren.
Na een verblijf van enkele maanden aan het Franse hof arriveerde Farinelli ten slotte in Madrid voor wat hij zag als niet meer dan een kort beleefdheidsbezoek aan het Spaanse hof. Daar gebeurde iets opmerkelijks: de veelgeplaagde Filips V vond grote troost in de zangkunst van de castraat. Gevraagd waarmee hij hem kon belonen, gaf de hiertoe door Isabella geïnstrueerde zanger te kennen dat zijn grootste beloning erin zou bestaan wanneer de vorst zich zou scheren, schone kleren aandoen en weer eens ging regeren. Naar verluidt heeft Felipe dit ook gedaan – de menselijke stem als geneesmiddel! – en Farinelli dankte er zijn prompte aanstelling als hofzanger aan. Deze functie zou hij ruim twintig jaar bekleden, tijdens welke periode hij niet alleen de Madrileense opera reorganiseerde maar ook een immer toenemende politieke invloed op de koninklijke familie verkreeg. Hij werd zelfs privé adviseur van Felipe en groeide de facto uit tot diens eerste minister, al schijnt hij dit zeer wijselijk niet van de daken te hebben geroepen. Men kan zich dit ook wel voorstellen van iemand die desniettemin zijn depressieve heer en majesteit negen jaar lang, tot diens dood in 1746, iedere avond in slaap heeft moeten zingen. Dit komt neer op ruim 3200 keer een uitputtende versie van 'Slaap kindje slaap', wat bepaald een grootse prestatie mag worden genoemd, zelfs al nemen wij aan dat de castraat, veel mans of niet, oprecht van zingen hield.
De komst van Farinelli en het hoge aanzien dat hij vrijwel direct verwierf bij Felipe en Elisabetta, die door de Spanjaarden vooral Isabella werd genoemd, zal voor Scarlatti hebben betekend dat het muzikale middelpunt van het hof van hem naar de castraat verschoof. Toch is niet ondenkbaar dat Farinelli’s aantreden als, zouden wij nu zeggen, collega allochtone gastarbeider, de inmiddels 52-jarige Scarlatti niet onwelgevallig was. Immers in die gouden kooi was het ook niet alles, zijn twintig jaar jongere collega-musicus zal hem in eerste instantie niet ten onrechte respectvol hebben bejegend en ten slotte konden de heren, die als geboren Napolitanen ook nog eens stadgenoten waren, tamelijk vertrouwelijk in hun eigen taal over alles met elkaar ouwehoeren: gebrek aan stof zullen zij niet hebben gehad. Zij zouden er dus ook heel goed belang bij kunnen hebben gehad om hun best te doen elkaar ook privé te mogen. Niettemin, al maakten zij elkaar twintig jaar lang van nabij mee: van Scarlatti’s kant bestaan er geen documenten waarmee hij licht op zichzelf en zijn omgang met Farinelli heeft geworpen.

#### Oefeningen voor het klavecimbel, 1738
1738 bracht een officieel hoogtepunt in Scarlatti's leven. Nadat middels een onderzoek was komen vast te staan dat hem zomin Arabisch (‘moors') als joods bloed door de aderen stroomde, werd hij voor bewezen diensten door Johan V van Portugal op 21 april tot ridder benoemd. Dit was aanleiding voor een veel belangrijker gebeurtenis voor het nageslacht: de verschijning in Londen, door toedoen van Roseingrave, van de enige door Scarlatti zelf geautoriseerde, voornoemde bundel ‘'Essercizi per gravicembalo'‘ (‘Oefeningen voor klavecimbel'). Scarlatti droeg de uitgave op aan João V, zijn voormalige weldoener en voorzag de opdracht van een voorwoord, zijnde een van de slechts twee persoonlijke teksten die van hem zijn overgeleverd:

Lezer,

Of u Beginneling dan wel Meester zij, verwacht in deze Composities geen diepgaande Studie te vinden, doch eerder een ingenieus Spel met de Kunst om u bij het verwerven van Meesterschap over het Klavecimbel behulpzaam te zijn. Zomin Overwegingen van Belang als Ambitieuze Visioenen, doch slechts Gehoorzaamheid bewogen mij hen te publiceren. Misschien zullen zij uw goedkeuring wegdragen; met des te meer plezier zal ik alsdan gehoor geven aan Bevelen om u te plezieren in een makkelijker en meer gevarieerde Stijl. Toon uzelf dus veeleer menselijk dan kritisch en vergroot daardoor uw eigen Genoegen. Als aanwijzing voor de Positie van uw Handen gelieve u op te merken dat met D Rechts, en met M Links is bedoeld. Leef gelukkig.

#### Overlijden van zijn vrouw, 1739/1742; hertrouwd, 1742
1739 of 1742: de bronnen zijn het over het sterfjaar van Maria Gentili niet eens maar zij werd dus, na vijf geslaagde zwangerschappen vanaf haar zeventiende, 27 of 30 jaar oud. Wij weten dit alleen omdat zij Scarlatti's vrouw was. De 57-jarige weduwnaar en vader van vijf kinderen tussen één en tien of dertien jaar oud, hertrouwde in 1742 met een Spaanse, genaamd Anastasia Maxarti Ximenez. Zij kregen vier kinderen. Zowel het geboorte- als sterfjaar van Anastasia Maxarti Ximenez is onbekend, eenvoudig omdat zij na Domenico's dood weliswaar zijn weduwe was maar tevens ophield zijn vrouw te zijn.

#### Portret door Velasco, ca. 1740
De in de Spaanse kunstgeschiedenis moeilijk te traceren schilder Domingo Antonio Velasco maakte omstreeks 1740 het enig bekende portret van Scarlatti. Hij staat hier in vol ornaat op met de eretekens die hem vanwege zijn ridderschap toevielen.

#### Manuscript met liedpartituren, 1752
In 1752 stuurde Scarlatti aan de graaf van Huéscar twee door hem gesuperviseerde handgeschreven liedpartituren van de 16e-eeuwse componist Pierre du Hotz met een begeleidend briefje waarin hij zich er in het voorbijgaan over beklaagt dat ‘de jeugd van tegenwoordig' nog maar nauwelijks begrip van contrapunt heeft. Naast het hierboven geciteerde voorwoord bij de ‘'Essercizi per gravicembalo'‘ is dit de enige van Scarlatti bewaardgebleven tekst. 

### Overlijden, 1757
Scarlatti overleed op 23 juli 1757 op 71-jarige leeftijd. Hij werd zes jaar ouder dan Bach, twee jaar jonger dan Händel. De locatie van zijn graf in Madrid is onbekend. 

## Plaats in de muziekgeschiedenis

### Jaargenoot
Scarlatti was een jaargenoot van Händel en J.S. Bach.

### Oeuvre grotendeels klaviersonates
Meer dan 90% van Scarlatti's oeuvre bestaat uit klaviersonates, terwijl veel andere componisten oneindig meer veelzijdig leken dan hij. Hier passen twee bedenkingen:
1. een fors deel van zijn overige werken zou, zoals gezegd, in 1755 verloren zijn gegaan bij de aardbeving van Lissabon en
2. het argument dat Scarlatti minder all-round zou zijn, wordt geenszins aangevoerd voor zijn 19e-eeuwse ‘opvolger', de proto-klavierleeuw Chopin, wiens veel grotere faam evenzeer berust op een overwegend pianistisch oeuvre.

### Levensverhaal goeddeels onbekend
Een veelgehoorde verklaring voor Scarlatti's status als 'minder beroemd' componist is 'onbekend maakt onbemind'. Hiermee stuiten we andermaal doch nu via zijn werk op het Scarlatti-raadsel dat reeds uit zijn biografie blijkt: vergeleken bij de zwaar gedocumenteerde biografieën van zijn beroemde collega's is over zijn leven en persoonlijkheid zo goed als niets bekend, en dan nog slechts trivia.

### Buitenstaander
Een andere verklaring wordt gezocht in nationalistische overwegingen. Hoewel deze en gene hun best hebben gedaan om aan te tonen dat hij zeker niet de relatieve buitenstaander is geweest die hij door zijn lange verblijf in Iberia geacht wordt te zijn, namelijk omdat zijn dertig Essercizi zelfs de grote Bach hebben beïnvloed toen deze zijn Goldbergvariaties nog moest schrijven – het bewijs hiervoor wordt evenwel door anderen als te mager beschouwd – komt Spanje inderdaad in de meeste muziekgeschiedenissen vrijwel niet aan bod, terwijl Italië wordt gezien als het operaland bij uitstek. Zie Anton Rubinsteins woorden over solo-muziek, als 'typisch Germaanse kunst'.
Er is dus feitelijk weinig tot niets in Scarlatti's biografie dat helpt zijn muziek te interpreteren of te plaatsen ten opzichte van andere componisten. Niet ten onrechte opent musicoloog W. Dean Sutcliff dan ook hoofdstuk 1 van zijn studie The Keyboard Sonatas of Domenico Scarlatti – and Eighteenth-Century Musical Style (Cambridge University Press, 2003) dan ook met de kardinale zin: 'Domenico Scarlatti does not belong.'

### Volgelingen
Tot de sterk door Scarlatti beïnvloede componisten op het Iberisch schiereiland behoorden Padre Antonio Soler, Carlos de Seixas en Blasco de Nebra.

## Muziek – de sonates

### Ander werk wordt nauwelijks uitgevoerd
Hierboven bleek al dat Scarlatti ten minste één oratorium schreef en een aantal opera's. Voorts zijn er tot dusver een Stabat mater, wat cantates en ten minste zeventien symfonieën gevonden. Deze worden zelden of nooit uitgevoerd.

### Pianouitvoering
Wie van Scarlatti spreekt, bedoelt doorgaans zijn sonates voor solo-klavier. Zij worden in toenemende mate uitgevoerd op de piano. Het testament van Scarlatti's patrones Maria Barbara de Bragança maakt, behalve van een serie klavecimbels, gewag van een aantal pianofortes. Het is dan 1758 en het duurt nog maar negen jaar voordat de elfjarige Mozart in Salzburg zijn eerste vier concerten schrijft, door iedereen simpelweg ‘pianoconcerten' genoemd.

### Eendelige werken met tweedelige structuur
Scarlatti componeerde ruim 560 sonates.
De ‘Scarlatti-sonate' is een eendelig werk dat naargelang het tempo waarin het wordt uitgevoerd tussen de twee en tien minuten duurt; gemiddeld ongeveer vijf minuten. Tempi zijn nogal eens niet aangegeven – wel later door anderen toegevoegd zodat sommige sonates, door verschillende musici uitgevoerd, tamelijk in duur van elkaar kunnen verschillen – maar uitgaande van het gemiddelde gaat het om ruim 45 uur muziek. Alle toonsoorten op drie na komen in Scarlatti's oeuvre voor: Cis-majeur, es-mineur en gis-mineur ontbreken.
Bijna iedere sonate heeft een tweedelige structuur, waarvan in beginsel beide helften herhaald worden. Zij bestaan dus uit vier ‘passages': een hoofdthema dat moet herhaald en een doorwerking waarvoor hetzelfde geldt. De op het oog relatieve eenvoud van deze vorm is evenwel bedrieglijk: kenners zijn tot de conclusie gekomen dat ongeveer 400 sonates ook nog eens doelbewust aan elkaar gepaard moeten zijn, waardoor een nieuwe verdubbeling ontstaat. Het zou dan in circa 200 gevallen gaan om acht ‘passages' die samen de door Scarlatti wérkelijk bedoelde afgeronde eenheid vormen: gemiddeld tien minuten per stuk. Het dwingende verband van de paren zou zijn dat zij in dezelfde toonsoort geschreven zijn terwijl daarbinnen alles mogelijk is: om en om naargelang de stand van 's meesters pet kan de een in mineur, de ander in majeur staan, snel of langzaam zijn, makkelijk of heidens moeilijk om te spelen, ze kunnen contrasteren of harmoniëren in gevoelswaarde, qua thematiek of maatvoering, maar bij elk paar geldt dat ze een zekere stijl of muzikaal karakter gemeenschappelijk hebben.
Voorbeelden hiervan, dus waarbij de sonates tweedelig te horen zijn, zijn bijvoorbeeld te vinden op een cd uit 1991 van Andreas Staier (Scarlatti - sonatas on harpsichord (dhm 05472 77274-2)) waarin onder andere K420 & K421, K263 & K264, K132 & K133, K277 & K278 en K460 & K461 gekoppeld worden aan elkaar.

## Overige aspecten van Scarlatti en zijn muziek

### Spaanse invloed
Een groot aantal sonates drukt impressies uit van het dagelijkse leven van de Spanjaarden. Scarlatti ving het klikken van de castagnetten, het slagenrepertoire van gitaren en de rauwe bitterheid van klagende zigeunerliederen, de onontkoombare vrolijkheid van de dorpse muziekgezelschappen en bovenal de uitgelaten spanning van hun dansen in zijn werk, en dit alles niet in 560 luchtig met elkaar verknoopte impressietjes maar geassimileerd door de kunde en discipline die de jonge Scarlatti van zijn Italiaanse meesters had geleerd, en vervolgens teruggegeven in diens muzikale taal. Kenners zijn tot de conclusie gekomen dat er vrijwel geen aspect van de Spaanse volks- en dansmuziek is dat níet plaatsgevonden heeft in de ‘'microkosmos'‘ of ‘'kathedraal'‘ die Scarlatti met zijn sonates schiep. Sommigen wagen zich zelfs aan de voor menige Spanjaarden problematische stelling dat geen Spaanse componist, zelfs Manuel de Falla niet, de essentie van zijn geboorteland zo compleet heeft weten weer te geven als de buitenlandse gastarbeider Scarlatti.

### De laatste twintig jaar
Gesteld is dat Scarlatti na de komst van Farinelli in 1737 nauwelijks meer vocale of orkestrale muziek produceerde en zich in plaats daarvan ‘toelegde op het schrijven van zijn vele honderden sonates'. Het oeuvre zou dus zo goed als geheel zijn ontstaan in de laatste twintig jaar van zijn leven, gemiddeld 28 stuks of 2 uur en 20 minuten muziek per jaar en verder niets. Dit lijkt fysiek heel goed mogelijk, te meer omdat in de archieven van het Spaanse hof nauwelijks vocale en orkestrale muziek van hem is aangetroffen. Zo bezien mag het verwonderlijk heten dat een man die als zo velen in zijn jonge jaren gedrild was en eraan gewend geraakt om in recordtijd complete opera's op bestelling af te leveren, niet meer dan 28 sonates per jaar componeerde. De vraag ligt dus voor de hand wat hij in die laatste twintig jaar voor andere dingen kan hebben gedaan.
Negen kinderen fatsoenlijk opvoeden kost bijzonder veel tijd maar niemand weet of Scarlatti, toen hij er op zijn 43ste toch echt helemaal klaar voor was, zich gaandeweg tot ideale familievader ontpopte en bij voorkeur thuis zat. Zijn productieve vader Alessandro (alleen al 115 opera's schud je niet even uit de mouw) evenmin. Goedbeschouwd slaan die twintig jaar nergens op omdat het zelfs nog ‘luier' kan: hij begon immers al in 1720 die ‘stukjes' voor zijn getalenteerde patrones Maria Barbara te schrijven, waarmee het gemiddelde zakt naar 15 sonates per jaar.
Wat hiervan te denken? Vivi felice? Niet gek want we kunnen moeilijk anders aannemen dan dat Maria Barbara haar privéleraar ruim 37 jaar lang zo niet van een met recht vorstelijk, dan toch op zijn minst zeer aangenaam en regelmatig inkomen heeft voorzien. Maar de laatste 20 of 37 jaar van zijn leven? Zou de al zo vroeg om zijn klavecimbelspel in heel Italië befaamd geworden Scarlatti in de voorafgaande 34 jaar geen sonate op papier hebben gezet omdat, inderdaad, muziek voor een solo-instrument daar als een ‘typisch Germaanse kunstvorm' werd gezien en er dus geen belangstelling voor bestond, tenzij als verstrooiing met goed eten en drinken op de partijtjes van kardinaal Ottoboni et tutti quanti? Niemand die het zeker weet, dus laat ons omzien naar de andere ruim 530 sonates die niet in de ‘'Essercizi'‘ van 1738 terechtkwamen.
De ‘'Essercizi'‘ zijn met Scarlatti's volle instemming verschenen: de enige uitgave die hij bij leven publiceerde en waarvan met zekerheid wordt aangenomen dat zij door hem is geautoriseerd. Originele manuscripten ervan zijn niet teruggevonden. Hetzelfde geldt voor de 530 andere sonates.

### Vijftien boeken met sonates voor Farinelli
Voordat Maria Barbara binnen een jaar na Domenico in 1758 stierf, vermaakte zij aan Farinelli vijftien in luxe, rood marokijnleer gebonden boekdelen, elk voorzien van de in goud gestempelde wapens van de Spaanse en Portugese vorstenhuizen en alle van om en nabij hetzelfde formaat als de ‘'Essercizi'‘. Nadat in 1759 ook haar man was overleden werd Farinelli door Isabella Farnese's zoon, nu Karel III van Spanje, bedankt voor bewezen diensten. Hij kreeg een vorstelijk pensioen en het vriendelijk verzoek op te krassen. De intussen 53- of 54-jarige castraat vertrok uit Madrid en streek neer in Bologna, waar hij de rest van zijn leven zou blijven wonen. Mét de vijftien boekdelen – boordevol Scarlatti-sonates, dat wil zeggen 496 stuks, geen originelen maar kopieën, zij het niet in Scarlatti's hand. De oudste twee banden dateren uit 1742 en 1749, de overige dertien uit de periode 1752-1757. Maar liefst 496 kopieën, voor uitsluitend gebruik van Maria Barbara, alle keurig uitgeschreven en ruim opgezet op het flinke formaat van de ‘'Essercizi'‘ en versierd met kleurige inkten. Het deel uit 1749 is verluchtigd met titels in bladgoud en aanwijzingen voor tempo en handzettingen. Farinelli heeft er goed op gepast, zijn erflaters ook en in 1835 werd de complete serie verworven door de Biblioteca Marciana in Venetië, waar ze sindsdien als de ‘Venetië-manuscripten' bekendstaat.

### Nog eens vijftien banden
Vermoedelijk nam Farinelli nóg eens vijftien andere banden mee, die goeddeels dezelfde sonates bevatten als de koninklijke reeks. Het zijn er 463, alle in de periode 1752-1757 gekopieerd, deels door dezelfde hand, echter zonder versieringen en gebonden in gewoon leer. Deze serie kwam op een onduidelijk tijdstip in het bezit van de Biblioteca Palatina in het Conservatorio Arrigo Boïto te Parma en heet sindsdien de ‘Parma-manuscripten'. Enkele manuscripten zijn vroeger gedateerd dan de Venetiaanse, en de Parma-serie bevat een klein aantal sonates die in de koninklijke reeks ontbreken. Hieronder, naar althans wordt vermoed, de laatste twaalf die Scarlatti schreef. Tezamen met de ‘'Essercizi'‘ vormen deze twee door de kopiisten van Maria Barbara vervaardigde sets de primaire bronnen voor bijna alle, ongeveer 560 Scarlattisonates. De circa 20 resterende zijn elders gevonden en aan de authenticiteit van sommige wordt nog getwijfeld.

### Twijfel over tijdstip van componeren
Een van de bronnen stelt niet alleen dat ‘met uitzondering van enkele vroegere stukken' de uit 1752-1757 daterende Venetiaanse manuscripten ‘bij benadering in chronologische volgorde van ontstaan zijn verzameld' maar voegt hier zelfs aan toe dat er ‘alle reden is om aan te nemen dat verreweg de meeste in die tijd werden gecomponeerd'. De betekenis van deze boude bewering moet worden afgezet tegen de slechts 15 of 28 sonates die Scarlatti in voornoemde 37 of 20 jaar zou hebben geschreven. Hier staat met zoveel woorden dat hij als bejaarde man, dat wil zeggen vanaf zijn 67ste tot zijn dood vijf jaar later, in een voor zijn doen moordend tempo als een bezetene aan het werk is gegaan en tot op zijn sterfbed jaarlijks maar liefst 99 sonates ofwel voor 8 uur en 15 minuten muziek componeerde, die hem terwijl de inkt nog nat was door ijverige, op monnikenwerk beluste schoonschrijvers van de koningin uit handen werden gerukt om te worden gekopieerd.
Het is te onwaarschijnlijk voor woorden: er moet een andere verklaring zijn, maar welke? Uit Scarlatti's biografie valt zij niet af te leiden. Op twee tekstfragmenten na beschikken musicologen uitsluitend over zijn muziek als voertuig voor wat zijn persoonlijkheid behelsde en bezielde. 560 sonates die weliswaar ‘in opdracht' tot stand kwamen maar die hij waarschijnlijk, in tegenstelling tot zijn vocale en orkestrale werken, niet als ‘jachtwerk' hoefde af te leveren om een fatsoenlijk burgermansinkomen te verwerven. ‘Niet alle van gelijke kwaliteit', stelt een van de ‘vorsers' hoogmoedig vast. Men kan zoiets vaststellen en toch alles willen zien, lezen of horen, al is het maar in de hoop of de verwachting dat het ‘mindere' werk tot beter begrip kan leiden over de meesterwerken.

## Naleven

### Uitgave
Lang bleven de tweemaal vijftien lederen banden onder water: Europa moest het tot 1839 met de steeds schaarser wordende exemplaren van de ‘'Essercizi'‘ doen. Toen publiceerde Beethovens leerling, de componist en muziekpedagoog Carl Czerny er wederom een aantal. Naar verluidt vond Chopin ze meer dan bijzonder. Czerny stuurde er aantal naar Johannes Brahms met de aantekening dat hij er vast erg van zou genieten, maar dat hij vanzelf wel zou merken dat je ze niet te lang achter elkaar moest spelen omdat de verrassing er dan afging.
In 1906 verzorgde Alessandro Longo een eerste min of meer complete uitgave, zonder chronologische volgorde. Longo is ervan overtuigd dat de sonates paarsgewijs door Scarlatti zijn bedoeld (het acht passages principe dus) en nummerde ze dienovereenkomstig.

### Biografie van Kirkpatrick
In 1953 verscheen een ‘biografie' van Ralph Kirkpatrick. Kirkpatrick had het probleem dat het moeilijk is een dik geleerd boek te schrijven over iemand van wie zo weinig bekend is. In de kern komt Kirkpatricks boek dan ook neer op een uitvoerige studie over Scarlatti's muziek, de sonates voorop. Hij had zich wél gebogen over de chronologie en meende die met aan zekerheid grenzende waarschijnlijkheid te hebben gevonden. Dat moest voor hem het einde van Longo's indeling inhouden, hij vernummerde dan ook alle sonates. Kirkpatrick gaf achter in zijn boek beide nummeringen in tabellen weer.

### Herontdekking in 1985
Om het 300e geboortejaar van Bach, Händel en Scarlatti te herdenken, werd 1985 door een cultuurcommissie van de Europese Gemeenschap uitgeroepen tot het ‘Jaar van de muziek'. Dat bleek een stimulans voor zijn (her-)ontdekking door een groter publiek en waarschijnlijk zijn er nooit eerder of later in één jaar zoveel van zijn sonates uitgevoerd. De in Amsterdam gevestigde ‘'Domenico Scarlatti Stichting'‘ liet in een week tijd, rond Scarlatti's geboortedag, in het Concertgebouw en het Sweelinck Conservatorium alle tot dan toe bekende sonates uitvoeren, destijds 555 stuks, verdeeld over 55 pianisten en klavecinisten, onder wie Maarten Bon, Theo Bruins, Youri Egorov, Pierre Hantaï, Anne Queffélec, Scott Ross en Christian Zacharias.

### Nieuwe editie van alle sonates
De Portugese Fondaçao Gulbenkian verzorgde een compleet nieuwe editie van alle sonates.

### Studie
In 2003 verscheen van W. Dean Sutcliffe een specialistische studie over Scarlatti en diens oeuvre.

## Opnames van uitvoeringen

### Sonates

#### Klavecimbel
- De Canadese, in Frankrijk woonachtige en jong gestorven klavecinist Scott Ross nam de Sonates integraal op. Zijn pionierswerk, samengebald op 34 cd's, verscheen in 1986 bij Erato (2292-45309-2; 34 cd's; budgetheruitgave in 2006).
- Pieter-Jan Belder maakte voor het merk Brilliant Classics een opname van alle 555 klavecimbelsonates; die verschenen vanaf 2000 in boxjes van telkens 3 cd's. In 2007 kwam de gehele set, 36 cd's, gereed.
- Klavecinist Pierre Hantaï nam vier cd's op met sonates, de eerste verscheen in 1992 op Naïve (heruitgave in 2001), de volgende drie op het kleine Franse label Mirare, in respectievelijk 2002, 2004 en 2005.
- Diverse klavecinisten maakten de afgelopen jaren een keuze uit de sonates: Christophe Rousset (Decca 1998), Enrico Baiano (Symphonia 1999), Sergio Ciomei (klavecimbel en fortepiano, Challenge Classics 2002), Frédérick Haas (op het klavecimbel van Château d'Assas dat Scott Ross ook gebruikte, Calliope 2003), Elaine Comparone (The Cat's Fugue and sonatas for solo harpsichord, LEMS 8043), Trevor Pinnock (DG 00289 477 6736), Colin Tilney (Dorian 90103), Skip Sempé (onder de titel Duende; hij nam sommige sonates (443, 423, 502, 492) met een tweede 'begeleidend' klavecimbel, bespeeld door Olivier Fortin (Paradizo 2007)) en de al genoemde opname van Andreas Staier.

#### Piano
- Doorgaans vindt men op de moderne concertvleugel voornamelijk Vladimir Horowitz (2), Michail Pletnev (2), Ivo Pogorelich (1) en Christian Zacharias (4) cd's. Verder zijn er opnames van Clara Haskil (1), Anne Queffélec (1), Maria Tipo(1), Murray Perahia (1 cd, SK 62785, samen met muziek van Handel), Yevgeny Sudbin (BIS 1508), Angela Hewitt (2) en de tot nu toe verschenen dertien Naxos-cd's met daarop telkens andere uitvoerenden.

#### Piano, klavecimbel en andere instrumenten
- Verschillende klavierspelers nemen alle sonates op voor het Italiaanse label Stradivarius. Tien delen zijn reeds verschenen, gespeeld door onder anderen Sergio Vartolo en Ottavio Dantone. Op deze serie klinken Scarlatti's sonates niet alleen op klavecimbel en fortepiano, maar ook op orgel en zelfs mandoline.
- Aline Zylberajch nam in 2003 achttien sonates op, gespeeld op een kopie van een vroege piano van Cristofori (label Ambronay, 2005). Laura Alvini nam een dubbel-cd op met de Sonate Per Cembalo 1742, eveneens gespeeld op een kopie van een Cristofori, een gravecembalo col piano e forte (Frame 1999).
- Alain Planès maakte in 2004 een Harmonia Mundi-opname van de 30 essercizi (HMU 901838.39) op fortepiano.
- De sonates van Scarlatti worden veel op accordeon gespeeld en er zijn inmiddels vele opnamen verschenen, o.a. van Teodoro Anzellotti, Mie Miki (Vanguard Classics 99193), Harry Mooten (VARAgram) en Hugo Noth.
- Af en toe worden ook bewerkingen van de klaviersonates opgenomen, bijvoorbeeld voor koperblazers. Een voorbeeld hiervan is de cd 'Music for the Courts of Europe' van het Philip Jones Brass Ensemble, waarop, naast andere voor Europese hoven geschreven muziek, sonates K394, K230 en K211 onder handen worden genomen (Decca 417 524-2).

### Duetten en cantates
- Alan Curtis nam enkele sonates op voor Virgin Veritas (2003), aangevuld met twee duetten uit de opera's L'Ottavia restituita al trono (Napels, 1703) en Tolomeo et Alessandro (Rome, 1711). De hoofdmoot van deze cd bestaat echter uit drie van de zestig cantates die Scarlatti componeerde, hier net als de duetten gezongen door sopraan Patrizia Ciofi en de mezzo Anna Bonitatibus.

- Drie lange cantates zijn te vinden op de cd Per nel sonno, van het ensemble XVIII-21, Musique des Lumières, onder leiding van Jean-Christophe Frisch met sopraan Cyrille Gerstenhaber (Naïve, 1999).

## Opera's
- L'Orlando (1711)
- Ifigenia in Aulide (1713)
- Ifigenia in Tauri (1713)

- Bibsys: 90388018
- Biblioteca Nacional de Chile: 000125331
- Biblioteca Nacional de España: XX876794
- Bibliothèque nationale de France: cb138994541 (data)
- Catàleg d'autoritats de noms i títols de Catalunya: 981058517518906706
- CiNii: DA06433703
- Digitale Bibliotheek voor de Nederlandse Letteren: scar008
- Gemeinsame Normdatei: 118804952
- International Standard Name Identifier: 0000 0001 0914 4148
- Library of Congress Control Number: n79070071
- Nationale Bibliotheek van Letland: 000037135
- MusicBrainz: 95c7a1d1-5cfd-41d5-99f9-0611262de8e1
- Bibliotheek van het Japanse parlement: 00621438
- Nationale Bibliotheek van Tsjechië: jn19990007387
- Nationale bibliotheek van Australië: 35543711
- Nationale Bibliotheek van Israël: 987007267532005171
- Nationale Bibliotheek van Polen: a0000002986709
- Nationale en Universitaire bibliotheek Zagreb: 000101669
- Nederlandse Thesaurus van Auteursnamen: 070777071
- Réseau des bibliothèques de Suisse occidentale: 02-A000144777
- Istituto Centrale per il Catalogo Unico: MUSV059233
- LIBRIS: 216887
- SNAC: w6jw8bwk
- Système universitaire de documentation: 027541533
- Trove: 990475
- Virtual International Authority File: 71579203
- WorldCat: E39PBJjRXhtQ6Y77chrybR7GpP